# Purpose (альбом Джастіна Бібера)
Purpose (укр. Мета) — четвертий студійний альбом канадського співака і автора пісень Джастіна Бібера. Випущений 13 листопада 2015 року лейблами Def Jam Recordings і School Boy Records. Він став продовженням третього студійного альбому Бібера Believe (2012), і він був створений після випуску компіляції Journals (2013), які були створені переважно в R&B напрямку. Альбом створювався протягом двох років, під час чого Бібер намагався знайти музичний напрям для запису, перероблюючи кожен треків багато разів. До альбому увійшли вокальні партії з Тревісом Скоттом, Big Sean і Голзі та треки створені у співпраці з Skrillex і Diplo. Бібер, за підтримки свого близького друга Джейсона Бойд, з яким він часто співпрацює, почав написання і записи пісень з ідеї зробити альбом, який піднесеними повідомленнями надихав би людей; робота над альбомом розпочалася в період пильної уваги ЗМІ до різних проступків Бібера, а також до його стосунків з колишньою дівчиною Селеною Гомес.
Випустивши у співпраці з музичним продюсером Skrillex, який працював разом зі своїм тодішнім партнером Diplo в спільному проєкті Jack Ü, сингл «Where Are Ü Now» (2015), в якому звучить вокал Бібера, він знайшов бажаний музичний напрям для запису і працював зі Skrillex над деякими іншими піснями альбому. Purpose поєднує в собі денс-поп та електронну танцювальну музику, а також помітний вплив тропікал-хаузу в деяких треках і живого звучання інструментів, таких, як акустичної гітари, в той час як ліричний бік текстів торкнувся теми вибаченнь і віри. Альбом отримав в цілому позитивні відгуки від більшості критиків, які хвалили його звучання і називали його кращим альбомом на момент виходу. Інші критики, проте, критикували його ліричний зміст, вважаючи, що альбом надмірно зосереджений на проханнях про вибачення, і загалом стомлює.
Альбом дебютував на вершині чарту США Billboard 200, з продажем у 522,000 копій за перший тиждень після випуску, ставши для Бібера найуспішнішим за кар'єру альбомом за підсумками першого тижня продажів, і його шостим альбомом, що посів першу сходинку чарту Сполучених Штатів. Також він очолив хіт-паради одинадцяти інших країнах. До альбому увійшли чотири сингли: «What Do You Mean?», «Sorry», «Love Yourself» і «Company». Перші три сингли посіли перші сходинки чартів США Billboard Hot 100 і Великої Британії UK Singles Chart, а також інших країн. Для розкрутки альбому Бібер дав кілька телевізійних інтерв'ю і виступів, а також випустив «танцювальні відео» до всіх треків альбому в проєкті під назвою «Purpose: The Movement» (укр. Мета: Рух). На підтримку альбому в 2016 році він розпочав концертний тур Purpose World Tour. За даними Міжнародної федерації виробників фонограм, Purpose став четвертим найпродаванішим альбомом 2015 року з обсягом продажів у 3,1 млн копій в світі.
Purpose був номінований як Альбом року і Найкращий вокальний поп-альбом на 59-й церемонії «Греммі», в той час як сингл «Love Yourself» був номінований як Пісня року і Найкраще сольне виконання поп-композиції. Попереднього року він здобув нагороду у номінації Найкращий танцювальний запис з Diplo і Skrillex за трек «Where Are Ü Now».

## Передумови
Займаючись просуванням свого третього студійного альбому Believe (2012), головне за допомогою концертного туру Believe Tour протягом 2012 і 2013 років, Бібер почав записувати пісні просто на гастролях і підтвердив в січні 2013 року, що він писав їх для нового альбому. Через п'ять місяців, в 2013 році, він підтвердив роботу над новим альбомом, та разом зі своїм менеджером анонсували, що вони думають відмовитися від «альбому-коробки» і випустити інший тип альбому. У жовтні 2013 року, Бібер розпочав проєкт «Music Mondays» (укр. Музичні Понеділки), випускаючи десять тижнів поспіль щоночі понеділка по одній пісні у форматі цифрового завантаження. Після завершення проєкту, в грудні 2013 року, Бібер випустив ці десять пісень разом з новими треками в збірнику обмеженого видання під назвою Journals (укр. Журнали). Невдовзі після цього, в січні 2014 року, продюсер Дуглас Романов повідомив, що Бібер записував нову музику з ним. Того ж місяця, Джейсон "Poo Bear" Бойд, який раніше працював над більшістю пісень з Journals, також почав робити спільні записи зі співаком. Наступного місяця, Бібер підтвердив, що він працював над записом нової музики. У березні 2014 року він опублікував у своєму Instagram прев'ю пісні під назвою «Life Is Worth Living», а в квітні, у своєму твіттері, він анонсував вихід своєї нової музики, зазначивши, що це буде «найкраще» з того, що він коли-небудь робив, працюючи в цей час в студії над альбомом.

## Написання і запис

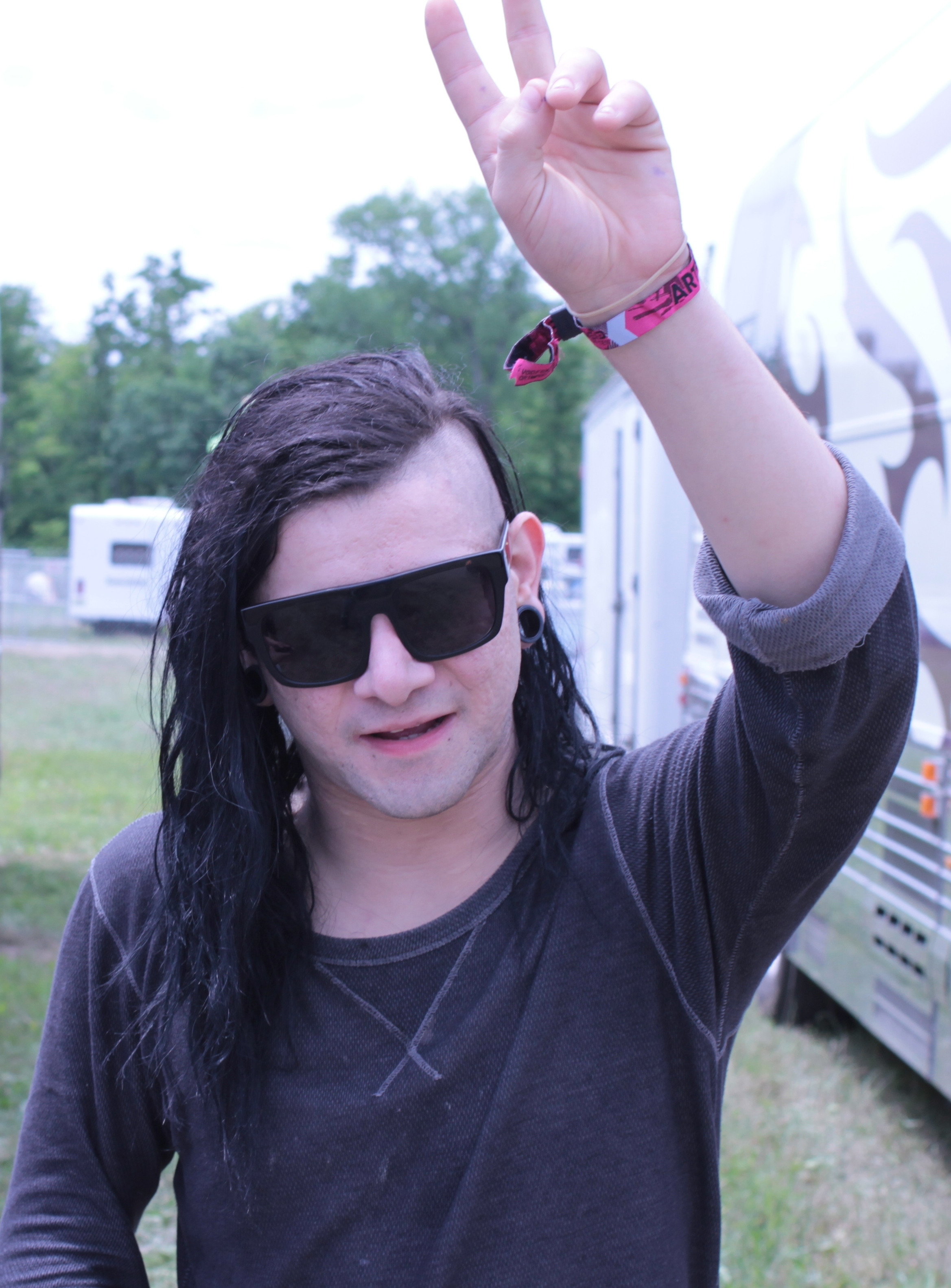
Skrillex грав ключову роль в створенні альбому, спродюсувавши шість пісень.

Протягом декількох місяців Бібер продовжував викладати уривки нових пісень на своїх сторінках в соціальних мережах, а також публікував інформацію про можливу співпрацю з Аріаною Ґранде, T-Pain, Коді Сімпсоном та іншими. З Сімпсоном він планував випустити спільний акустичний альбом, але відмовився від цього задуму; замість цього вони випустили сингл під назвою «Home to Mama» в листопаді 2014 року. Його лейбл також організував збори з кількома композиторами, щоб вони писали пісні для Бібера, однак співак не відчував зв'язку з пропонованим піснями. У листопаді 2014 з'явилося повідомлення, що американські ді-джеї та продюсери Diplo і Skrillex працюють з Бібером над альбомом. Зрештою, він пообіцяв новий альбом в 2015 році, заявивши, що він буде «великим новим розділом для мене.» У січні 2015 року, його менеджер Скутер Браун поділився у своєму Instagram фотографією Бібера з продюсером Ріком Рубіном, а в березні 2015 року, в інтерв'ю USA Today, Бібер сказав, що він працював спільно з Каньє Вестом. Під час інтерв'ю він також сказав, що повинен був переробляти весь альбом, оскільки «він не знаходився там, де я зараз і не відповідав тому, що в моїй голові.» За його словами, «Ви весь час думаєте про те, що ви пишете, і тепер, коли я думаю про позитивніші речі, це повністю змінює мою музику.»

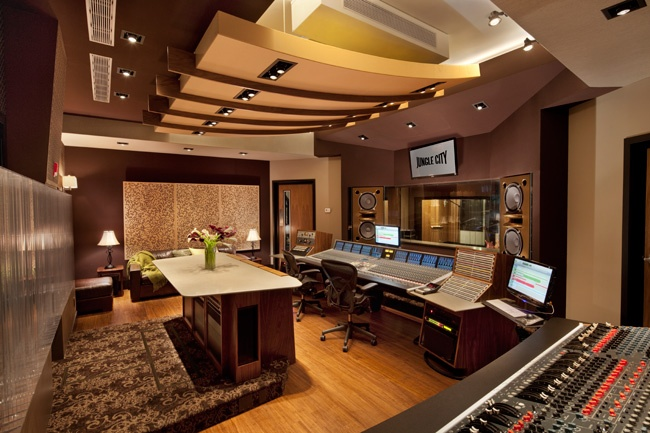
Частину альбому було записано на студії (на фото).

У липневому інтерв'ю, Бібер розповів про роботу зі Skrillex, зазначивши: «Skrillex — геній. Він дуже футуристичний і я просто люблю його звуки. Я думаю, чи можна було б включити якийсь його звук в те що я роблю — це було б супер круто, тому що це щось нове і свіже, і я відчуваю, що ніхто цього раніше не робив.» Skrillex також прокоментував свою роботу з Бібером, пояснивши: «Я чув деякі добре написані пісні, які були дійсно гарні, що вони хотіли їх видати, і на їхній основі, ми написали кілька нових пісень. Це була можливість спробувати деякі речі, які я ніколи не робив раніше, і ми в кінцевому підсумку зробити щось дійсно унікальне.» Бібер також прокоментував роботу з Вестом, заявивши: «Я був в студії з ним минулого місяця або близько того. Я думаю, що він просто штовхає вас. Він виразно хоче, допомогти на моєму шлях і в моєму напрямок, і він геть не хоче вкрасти те, що я хочу … ось чому артисти люблять йти до нього, тому що він витягує з вас те, що інші люди не в змозі.» У серпні 2015 року журнал Billboard повідомив, що Бібер також співпрацює з Мейсоном «MdL» Леві та лідером Semi Precious Weapons Джастіном Трантером. У жовтні 2015 року, його менеджер припускав можливу співпрацю з американською співачкою Голзі, в той час як Бібер підтвердив, що британський співак і автор пісень Ед Ширан написав пісню для альбому.

## Композиція
У серпні 2015 року, Джейсон Ліпшат з Billboard повідомив, що альбом «очевидно, [буде] сумішшю EDM і попу після його песимістичного акустичного-R&B проєкту 2013 року „Journals“.» Ліпшат також зазначив, що «джерела свідчать, що новий альбом буде включати в себе кілька фортепіано-балад, в яких Бібер зображає свої особисті промахи, а також вони містять заключне слово аутро, в якому він безпосередньо звертається до своїх шанувальників.» В інтерв'ю, під час фестивалю Wango Tango, Бібер розповів про напрямок альбому, сказавши: «В цілому, я просто щасливий щодо творчого стану, в якому я перебуваю. Я відчуваю, що це, мабуть, найкраще з того, де я був. Там нереальний напрямок. Це музика, що підіймає настрій, люди можуть танцювати … це трохи інша музика, вона дійсно підіймає настрій, і люди починають посміхатися, коли слухають її.» Коли його запитали, чи означає пісня «Where Are Ü Now», раніше випущена як сингл від Jack Ü (дуету діджеїв і продюсерів альбому Diplo і Skrillex), за участі Бібера, що альбом матиме подібне звучання, він відповів, що альбом буде мати «„фрагменти цього типу матеріалу“ (ймовірно EDM), але це буде „насправді музика зі звучанням багатьох реальних інструментів“.» Він також зазначив, що «намагаюся робити послідовний звук, і я отримую свого роду депресії, тому що виходить так … ніби я хочу погано працювати. Ви знаєте, я хочу, щоб люди полюбили цей альбом альбом, щоб він надихав людей і іноді я запитую себе, чи достатньо він хороший? Чи цим напрямком я хочу йти?.» Purpose поєднує танцювальні ритми, вібрації електронної танцювальної музики з скорочені R&B-балади. Альбом також використовує атмосферні звучання інструментів, а також гай-гету, басу і синтезаторів.
Інтро-трек «Mark My Words» вважається прелюдією до загального звучання альбому: «поєднання як ударних, так і блискучих композицій з вражаючим продюсуванням та написанням пісень» добре поєднуються з фальцетом Бібером. Пісня «I'll Show You» вважався «баладою з EDM-включеннями», що створює необхідну атмосферу звучанням синтезаторів, потужним басом, хваткою перкусією та накриваючим каскадом синтезаторів. «What Do You Mean?» і «Sorry», вважаються піснями в стилі тропікал-хауз, в яких використано «флейти Пана та фортепіано», та присутні «натяки на похмурий електропоп», і включення денсголлу. У альбомі також присутній трек в жанрі євродиско «Children», фанк-диско-поп пісні «Been You» та «Get Used to It», «повітряний, дабстеповий» та «дарк-поповий» трек «The Feeling», а також пісня «Where Are Ü Now», яка спочатку була повільною фортепіано-баладою під назвою «The Most», що була доступна у своєму оригінальному форматі у деяких виданнях альбому, і була перероблена в EDM-трек за допомогою Skrillex та Diplo, які «взяли багато його [Бібера] вокалу і […] додали природної гармонії», а також "взяли вокал Джастіна, коли він співає «I need you the most», і змінили його, щоб змусити людей вважати, що це «звук дельфіна».
На відміну від танцювальних пісень, присутніх в альбомі, Purpose включає в себе також акустичну поп-пісню «Love Yourself», яка має мінімальне аранжування, звучання гітари та «короткий шквал труб» і вплив народної музики у фортепіано-баладі «Life Is Worth Living» та титульний трек «Purpose». Тим часом пісня «Company» поєднує електропоп та R&B, і через це її порівнюють з попереднім релізом Бібера — компіляцією Journals (2013). «No Pressure» є «мрійливою» R&B-композицією, за участі репера Big Sean, який раніше працював з Бібером над синглом «As Long as You Love Me» з альбому Believe і треком «Memphis» зі збірника Journals, і має «пружний гітарний рифф» та «мерехтливу, оброблену акустику гітари.» «No Sense» — це трек із хіп-хоп-забарвленням, низькочастотним звучанням синтезаторів та впливом треп-музики, переважно через вплив Тревіса Скотта. Його реп відзначили за те, що він надто використовував автотюн, в той же час, вокал Бібера порівнювали з вокалом Джастіном Тімберлейком. Треки «We Are» і «Trust» також написані в жанрі хіп-хоп, перший — «важкий фоновий цикл», а останній — «гострі зародження звуків та мінливі потоки» з помітним впливом Дрейка. Пісня «Hit the Ground», що була доступна у Walmart та включена до японського видання, містить функції «органічні зрушення в темпі» та «образне падіння Skrillex», який порівнювали з «колючою мелодією волинки».

### Тематичний та ліричний зміст
Відповідаючи на питати про тематичний зміст альбому в інтерв'ю The Fader, Джейсон «Poo Bear» Бойд, один з головних авторів альбому, заявив: «Мова йде про те, щоб пам'ятати, що відбувається з Джастіном. Просто бути чесним. Ми дійсно налаштовані на цей проєкт з натхненням. Якщо ми говорили про дівчину, це було щось, що просто трапилося. В цілому, ми торканулися його особистого життя, як його стосунків, але в той же час це — здоровий баланс натхненної музики. Ми просто замислюємося над тим, щоб це було не щось негативне, а щось піднесене. Навіть музика, що розповідає про його стосунки, вона дає відчуття хорошої музики. Немає нічого, що пригнічуватиме вас.» У інтерв'ю для USA Today, Бібер сказав, що пісні на альбому «про ріст, спілкування з самим собою. Що я можу сказати, це життєвий досвід, і ви знаєте, що ви можете, як повернутись, так і продовжувати йти. Надія і віра, ось те, що мене надихнуло на це, моя віра. Те в що я вірю. Іноді ви іноді користуєтесь іншими людьми, і це може не залежати від того, що ви маєте на думці. Я гадаю, те, що трапилося зі мною, я понизив своїми переконаннями.» Коли його запитали про те що надихало його на створення альбому, і чи його колишня дівчина Селена Гомес надихнула на цей проєкт, він визнав: «Вона мене багато на що надихає. Це були довгі стосунки і стосунки, які розбили серце і створили щастя, і багато різних емоцій, про які я хотів сказати. Словом, цього багато в альбомі.»

### Пісні
Керолайн Салліван з Гардіан назвала Purpose альбомом з піснями, в яких «погляд із жалем назад і новий початок». Темою альбому також називають «величезне вибачення перед його колишньою, Селеною Гомес, і його публікою, за різні відомі проступки». Шелдон Пірс з видання Complex описує альбом так: «Purpose, за своєю суттю, є формальним проханням про помилування через музику». Трек «Mark My Words», що є початком альбому — це урочиста відповідь, в якій він обіцяє «дати вам все, що я зрозумів» і «нехай його дії говорять голосніше, ніж його слова». «I'll Show You» називають відкритим листом до фанатів, що пропонує «автобіографічне уявлення про труднощі, які виникали на очах суспільства». «What Do You Mean?» називають «самовідданим чоловічим гімном про те, що він не в змозі з'ясувати, чого хоче протилежна стать», тоді як «Sorry» просить «щире вибачення, спрямоване на те, що можна вважати колишньою любов'ю» у спробі виправити курс. Пісню «Love Yourself» було відзначено як «невимовний поцілунок до будючної колишньої», при цьому деякі критики зазначають, що реальне значення, "приховане під оманливим заголовком «Love Yourself» (укр. Люби себе), і насправді в нього вкладено «f**k yourself» (укр. т**хни себе). «Company», шостий трек альбому, розповідає про "з нетерпінням очікуване знайомство з кимось привабливим, але також встановлює деякі здорові межі для цього, " а «No Pressure» «запрошує колишню назад до стосунків, але наполягає на тому, що „я не хочу додати тобі болю“», а Big Sean, що разом з Бібером виконує пісню, згадує у ній Йоко Оно, Street Fighter і телевізійний серіал Імперія. Восьмий трек «No Sense» «розповідає про поділ ліжка з жінкою», в якому Трейвіс Скотт зачитує «рядки про те, як він пропускає „підтягування“.»
Дев'ятий трек «The Feeling» (укр. Почуття) «торкається питання про величезний і емоційний порив закоханого», в якому Бібером і Голзі запитують себе: «Я люблю. чи я закоханий у почуття?». «Life Is Worth Living» розповідає, що Бібер «обмірковує над спокутування і прощенням […], кажучи, що ти можеш розіпнути його, але „тільки Бог може мене судити“.» За словами одного з авторів пісень, Джейсона Бойда, «[Це] позитивний трек, який говорить, що життя варто прожити, ми повинні жити. Ми маємо бути тут. […] Люди роблять помилки, вчаться на них, і не дозволяючи їм ставатися, але кажуть: „Ти знаєш що? Я ще не буду робити це. Життя варто жити, я просто не збираюся здаватися тільки тому, що я впав. Я буду піддавати себе важчим випробуванням, тому що моє життя цього коштує“. Пісня просто має таке позитивне значення, я відчуваю, що вона врятує багато життів». Пісня «Where Are Ü Now» (укр. Де ти зараз) «розповідає про турботу та молитви про колишню, прихильність до якої не виходить облишити», трек «Children» (укр. Діти) містить суспільно-свідоме повідомлення і «виступає за те, щоб зробити світ кращим місцем для своїх наймолодших мешканців» і був несприятий у порівнянні з треками Майкла Джексона «Man in the Mirror» та «Earth Song». Заголовний трек «Purpose» «розповідає про час, коли він був на кінці мотузки, але Бог благословив його і дав йому ціль». Він закінчується «тривалим закадровим звучанням» думок про Бога. «Get Used To It» має «евфемізми про квітучі квіти та вибухові феєрверки», «We Are» за участі Nas розповідає про серендипність та заняття йогою, «Trust» говорить про «все ще віру в кохання», а «All In It» «зображає віру в Бога, що заповнила його всередині» і має гучне аутро, де він заявляє, що «Бог ідеальний, і він ніколи не розчаровує, тому я просто отримаю своє визнання від Нього і даю Йому своє визнання».

## Назва і обкладинка
За словами Бібер, він сам вибрав назву альбому, оскільки він відчував, що він втратив свою мету і відчув, що він нарешті повернув свою мету назад. Він зазначив: "Слово ["purpose" (укр. мета)] настільки важливе у житті … Моя мета — надихнути людей і використовувати мою платформу, щоб допомогти людям." Як відзначає оглядач MTV News Патрік Госкен, на обкладинці альбому «Бібер без сорочки займає дуже гідну позу, руки зустрічаються в молитві, як позі, голова дивиться на його тіло: слово „Purpose“ (укр. Мета), написане тим же шрифтом, що ми спочатку побачили, коли він представив назву альбому.» На обкладинці також є символ, який «нагадує асиметричний хрест з невеликим колом, зображеним по всьому фону та намальованому на тілі Бібера». Делюксове видання альбому використовує ту ж обкладинку, лише тло і хрести тоновані у чорних кольорах. Purpose був заборонений у різних країнах Близького Сходу та Індонезії через пропаганду християнства на обкладинці, зокрема, у зв'язку з татуюванням у вигляді хреста на грудях Бібера та його молитовну позу, які назвали «занадто провокаційними». Для цих країн було видано альбом з іншою обкладинкою, на якій Бібер стоїть на вершині скелі та дивлячись на узбережжя.

## Випуск і просування

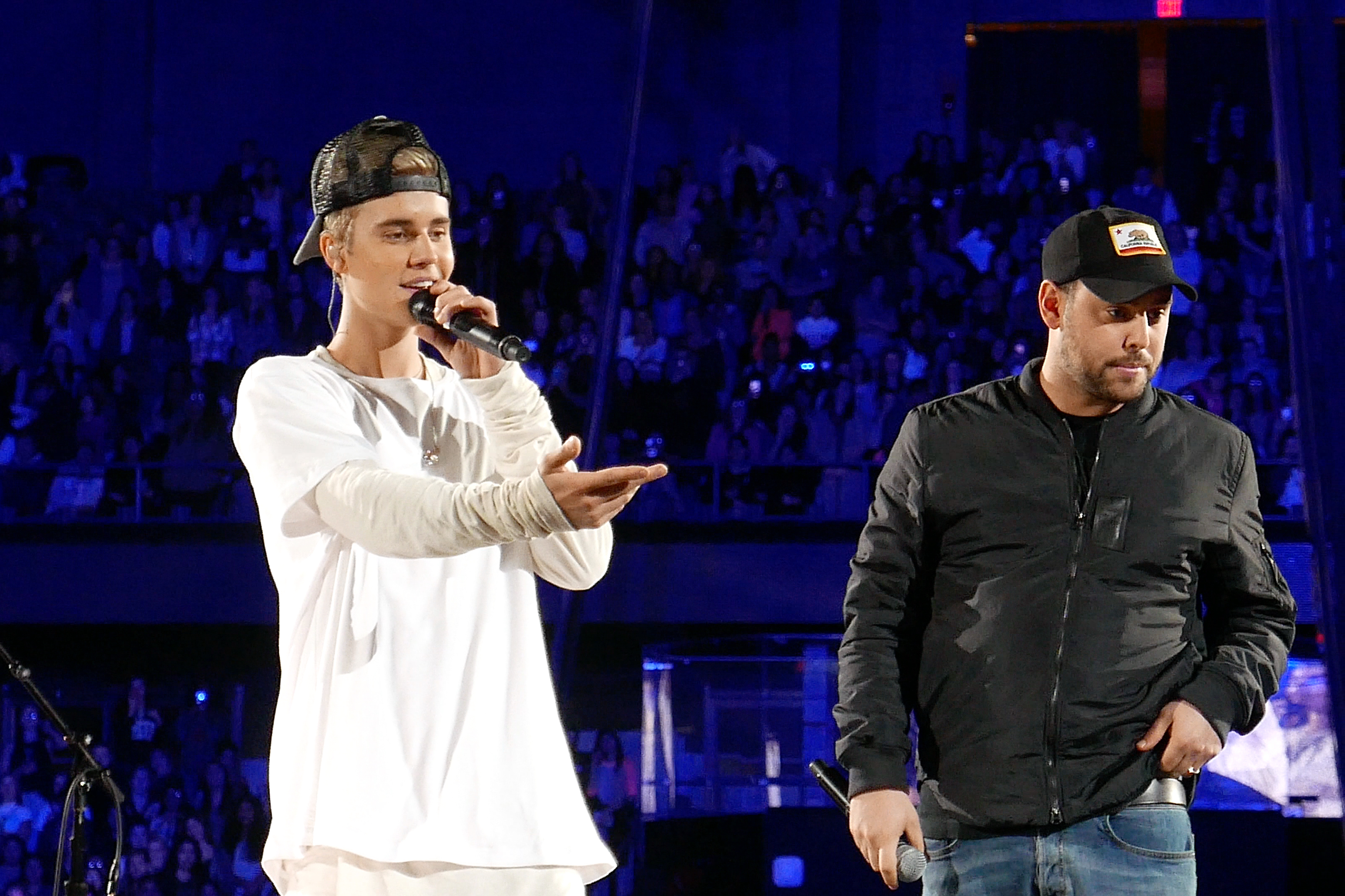
Бібер і (праворуч) під час шоу присвяченому презентації Purpose у 2015 році.

У 2015 році з'явилося повідомлення, що Бібер збирається повністю присвятити себе випуску альбому, оскільки він не збирається поспішати з альбомом, просто заради випуску альбому. Під час інтерв'ю на концерті Wango Tango 9 травня, він сказав: «Ми просто зараз закінчуємо його, так що він на останньому етапі — це буде скоро». У вересні 2015 року в інтерв'ю Джиммі Феллону Бібер заяавив, що альбом вийде 13 листопада 2015 року. 2 жовтня 2015 року Бібер у своєму Твіттері оприлюднив назву альбому, Purpose, а 9 жовтня 2015 року він показав його обкладинку у своєму Instagram, виконану вуличним художником Retna. 16 жовтня 2015 року Purpose став доступний для попереднього замовлення. Тим, хто зробив попереднє замовлення альбому в iTunes, був доступний реміксований варіант пісні «What Do You Mean?» за участі Аріани Ґранде. 28 жовтня 2015 року Бібер оприлюднив список треків альбому за допомогою серії твітів, в яких кожна назва була зображена за допомогою графіті на стіні в різних країнах.
Задля просування альбому, Бібер давав інтерв'ю багатьом журналам, зокрема, Billboard, Complex, Interview, i-D і NME. Бібер презентував трек «What Do You Mean?» в попурі з треком «Where Are Ü Now» під час церемонії MTV Video Music Awards 30 серпня 2015 року. Потім відбувся ряд інших телевізійних виступів, де він також виконував пісню під час австралійського X Factor World Famous Rooftop, та заспівав «Hold Tight», «All That Matters», «Boyfriend» та «As Long as You Love Me», в ефірі програми The Today Show, де він також виконав «Where Are Ü Now», «Boyfriend», «As Long As You Love Me» і «Baby», Нічного шоу з Джиммі Феллоном, в ефірі телевізійної передачі Think It Up 2015, на церемоніях нагородження MTV Europe Music Awards 2015, NRJ Music Awards і BBC Radio 1's Teen Awards, де також виконав «Where Are Ü Now» та «Boyfriend». З 9 листопада 2015 по 13 листопада 2015 року на Шоу Елен Дедженерес виходила рубрика #BieberWeek (укр. #ТижденьБібера), де співак давав інтерв'ю, брав участь у іграх, розіграшах та виконував пісні «What Do You Mean?», «Sorry» та «Love Yourself». 17 листопада 2016 року він знову відвідав Нічне шоу з Джиммі Феллоном, де виконав сингл «Sorry», а наступного дня він ще раз з'явився в ефірі The Today Show та заспівав «What Do You Mean?», «Sorry», «Love Yourself», а також виконав нові пісні «Company», «The Feeling» з Голзі і «No Pressure» з Big Sean. Бібер також виступив з попурі пісень «What Do You Mean?», «Where Are Ü Now» та «Sorry» під час церемонії вручення музичних нагород American Music Awards 2015. Бібер також виконав низку своїх пісень на різдвяному концерті Jingle Bell Ball 2015, що влаштовує радіо Capital FM.

### Purpose: The Movement
14 листопада 2015 року Бібер випустив музичні відео до кожної композиції альбому в проєкті під назвою «Purpose: The Movement» (укр. Мета: Рух) на своєму Vevo-акаунті. Проєкт вважався «серією відео-віньєток для супроводу пісень з альбому», і «коли вони грають послідовно, вони складають 30-хвилинний танцювальний фільм». Більшість відеороликів зняті без Бібера, однак вони містять кілька появ запрошених артистів альбому, таких як Big Sean, Голзі, Тревіс Скотт , Skrillex та Diplo. Постановником відео є давній хореограф Бібера Парріс Гебель.

### Концертний тур
11 листопада 2015 року Бібер повідомив, що він розпочинає всесвітній концертний тур Purpose World Tour на підтримку альбому. Тур розпочався в Сіетлі, штат Вашингтон, 9 березня 2016 року і завершиться в Бокау, Філіппіни, 30 вересня 2017 року.

## Сингли
«What Do You Mean?» вийшов як перший сингл альбому 28 серпня 2015 року. Цьому передувала кампанія в соціальних мережах, яка розпочалася 29 липня 2015 року, в ході якої Бібер «запрошував щонайменше одну знаменитість на день, щоб створити ажіотаж навколо нового треку і підрахувати дні до його випуску». Після випуску ця пісня стала першим синглом Бібера, що очолив чарт Billboard Hot 100 у Сполучених Штатах, дебютувавши 19 вересня 2015 року, і змістивши з вершини хіт-параду пісню The Weeknd «Can't Feel My Face».. Це був також його перший дебют на вершинах чартів Австралії та Великої Британії, де сингл також був виданий у стримінговому форматі, а також увійшов до хіт-парадів одинадцяти інших країн. У музичному відео на пісню можна побачити «біловолосого Бібера у ліжку з молодою жінкою» та «викрадення та утримування їх людьми в масках», а також появу актора Джона Легвізамо.
«Sorry» було анонсовано як другий сингл альбому 16 жовтня 2015 року. Він вийшов 23 жовтня 2015 року. За день до цього було опубліковано музичне відео до пісні, де група жінок танцюють під пісню. Ця пісня досягла вершини чарту США, очолюючи його протягом трьох тижнів, а також посіла перші сходинки музичних хіт-парадів Канади та Великої Британії. Крім того, сингл потрапив до першої п'ятірки майже на всіх інших музичних ринках, у тому під першим номером в інших шести країнах.
Прем'єра синглу «Love Yourself» відбулася на радіо-шоу Зейна Лоу Beats 1 і він вийшов у цифровому форматі 9 листопада 2015 року, перед випуском альбому, а пізніше, 7 грудня 2015 року, було опубліковано третій офіційний відеоролик альбому. Пісня увійшла до кількох національних чартів після випуску Purpose, та потрапила до хіт-парадів у восьми країнах, включаючи Австралію, де вона залишалася на вершині чарту протягом семи тижнів, Ірландію та Нову Зеландію, посідаючи першу сходинку в чарті Ірландії протягом восьми тижнів та протягом десяти тижнів очолюючи хіт-парад Нової Зеландії, Великої Британії, де пісня протрималася шість тижнів на вершині чарту, а Сполучених Штатах стала третьою піснею альбому Бібера поспіль, що посіла першу сходинку американського чарту.
«Company» було анонсовано як четвертий сингл альбому 19 лютого 2016 року. 8 березня 2016 року він почав транслюватися CHR/Поп радіостанціями та вийшов на Urban radio 29 березня 2016 року. Офіційне музичне відео на пісню вийшло 8 червня 2016 року.

### Промо-сингли та інші пісні
«I'll Show You» видано як перший промо-сингл 1 листопада 2015 року разом із музичним відео. На відео Бібер «бігає мальовничими зеленими пейзажами в Ісландії», а також «скочується вниз пагорбами», «катається на скейтборді на вершині покинутого літака» та "занурюється у льодяну воду у самій лише спідній білизні. Сингл увійшов до перших десяток у чартах чотирьох країн, включаючи Канаду, і до перших двадцяток у чартах шести інших країн, включаючи Австралію, Сполучені Штати та Велику Британію. У альбомі також представлена спільна робота Бібера з дуетом Jack Ü під назвою «Where Are Ü Now», яка вийшла як сингл альбом дуету під назвою Skrillex and Diplo Present Jack Ü. Пісня увійшла до перших десяток хіт-парадів у більш ніж десяти країнах, зокрема, у США.
Вісім пісень із альбому увійшли в топ-40 чарту Великої Британії UK Singles Chart, того ж тижня, коли вийшов альбом. До хіт-параду потрапили «Sorry», «Love Yourself», «What Do You Mean?», «I'll Show You», «Company», «Where Are Ü Now», «Mark My Words» і «The Feeling». Бібер встановив рекорд за кількістю пісень живого виконавця, які одночасно увійшли до перших чотирьох десятків британського чарту. На додаток до цього, кожна пісня з Purpose (стандартне видання та бонусні треки у форматі делюкс-видання) протягом одного тижня входили в топ-100 чарту.

## Критичні оцінки
Purpose отримав позитивні відгуки від музичних критиків. На Metacritic, який присвоює нормалізовану 100-бальну оцінку на підставі основних відгуків критиків, альбом отримав середньозважений бал 63, що базується на 20 відгуках. Кеннет Партридж з журналу Billboard дав альбому чотири з п'яти зірок, похваливши його за «сумісну палітру соковитих, слабких електро-танцювальних звуків», а також високо оцінив використання «синтезаторів, вокалу з бурундуковим акцентом, грюкаючих ритмів і насичених басів.» Лія Грінблатт із Entertainment Weekly також похвалила Purpose за «легкий і швидкий металевий синтез танцювальної музики та сучасного R&B», стверджуючи, що цей новий музичний напрям «мабуть, багато в чому завдячує колегам нової школи Diplo та Skrillex, а також менш відомому чарівнику продюсування Poo Bear.» Аналогічно, Ніл Маккормік з Дейлі телеграф похвалив альбом за те, що він «менший з популярне скупчення», але більше «химерний, атмосферний електро-R'n'B з науково-фантастичними звуками і оригінальними зразками вокалу.» Він стверджував, що цей звук «[зосереджує] увагу на м'якому, еластичному та спокусливому співі зірки» і прийшов до висновку, що «попри наявність серед продюсерів EDM-зірки Skrillex, дивовижні самовладання трапляються всюди, а треки рідко розвиваються в повний напрям техно-гімнів.»
Оглядач журналу Spin Ендрю Антербергер похвалив альбом, зазначивши: «даючи нам найкращий альбом своєї кар'єри, а згодом піднявшись на вершину топ-40, Бібер відповів на своє власне запитання: У поп-музиці ніколи не пізно вибачитися.» Бьянка Грасі з Idolator погодилася, стверджуючи, що альбом «безсумнівно, найкращий запис Джастіна на сьогоднішній день, який показує, що він нарешті впевнений у прояві свого справжнього артистизму. І тут немає про що шкодувати, тому залишайте своїм нужденні вибачення собі.» Патрік Райан з USA Today високо оцінив «спільну співпрацю та впевненість у собі» у роботі над альбомом, зазначивши, що вони демонструють «артиста, який абсолютно не боїться винаходити себе і створив саме визначення альбому відродження […] з Метою, він доводить собі, як одина з найперспективніших сучасних поп-зірок, і через це ми знову перетворилися Біліберів.» Аль Горнер з журналу NME дав альбому три з п'яти зірок, коментуючи, що Purpose «є, безумовно, початком переосмислення» і що «тут було обрано багато хороших рішень». У своєму огляді для Гардіан Керолайн Салліван зазначила, що «музичний напрямок багато в чому забезпечений співпродюсером Skrillex, чия несподівано тонка електронна палітра доповнює дихаючий голос Бібера», стверджуючи, що «голос незабаром набридає, але пісні часто цікаві.» Аналізуючи Purpose Бібера та альбом Made in the A.M. гурту One Direction, Джон Караманіка з Нью-Йорк Таймс стверджував, що «хоча містер Бібер є молодшим, ніж усі чоловіки обраного ним напряму, він звучить експоненціально досвідченішим і експоненціально втомленішим у роботі над Purpose,» похваливши альбом за те, що він доводить, що Бібер є «найкращим співаком цієї групи, і тим, хто має чітке уявлення про його звучання, навіть якщо він значною мірою відмовляється від цього.» Видання The National зазначило, що альбом «виступає у найгіршому прояві перехідного віку: навчися емоційно знущатися над жінками, а потім ти станеш людиною», додавши, що «стратегія Бібера — це Янус. Він одночасно приносить вибачення і подвоює свою неприязнь, але підступно, виявляючи останню переважно соціально-прийнятними способами.».
У своєму огляді для AllMusic Енді Келменн дав альбому 3 із 5 зірок, і називав його «приголомшливим, дивовижно переконливим перезавантаженням», він зауважив, що «Purpose має зачепити шанувальників поп-музики з широким кругозором, яким раніше не подобалася подібна музика, і він може навіть повернути прихильність тих, кому подобався Бібер декілька років тому». Отримавши загалом позитивний коментар до альбому від Бреда Нельсона з журналу Pitchfork він зазначив, що альбом «особливо не зважає на досягнення його попереднім релізом, R&B-експериментом 2013 року Journals», одночасно відзначаючи, що «пісні з Purpose мають таке ж бездушне почуття; вони, схоже, випромінюють більше, ніж рух». Енні Залеський із The A.V. Club відчув, що альбом «подає себе настільки серйозно, що занадто часто він випадково придушує саме те, що зробило Бібера настільки привабливим.» Сем К. Мак з журналу Slant Magazine дав більш змішаний відгук, зазначивши, що «якщо Бібер хоче продати нам прощення та самовдосконалення що впливають на тексти типу „щоб мені було краще“ та просувають їх, можливо, з переконанням, що стежити за його музичним переосмисленням буде цікаво, то покупці цього альбому це радше жест доброї волі». Редактор сайту Consequence of Sound Джанін Шаултс написала: «Purpose поєднує в собі найвищі максимуми та найнижчі мінімуми в кар'єрі Бібера, і Skrillex та Diplo успішно подають дзвінкі удари, які готові підбурювати щось з пульсом, але переважно настрої альбому схиляються до поганих. Навіть коли Бібер вражає посереднім, він досягає дна, падаючи зі скелі вниз головою.»

### Річні огляди
Purpose увійшов до низки переліків альбомів року. Під номером 15 він потрапив до списку «25 найкращих поп-альбомів 2015 року» за версією журналу Spin, який уклав Джеймс Гребі, зазначивши: «Хвилючий 21-річний голос (який ніколи не втратив свого гало, попри деякі гріхи) рідко звучав краще, особливо оточений теплими тропічними бітами і хвилююче нове звукове продюсування розцвітає.»
| Критик/Видання       | Список                              | Місце | Прим.   |
| -------------------- | ----------------------------------- | ----- | ------- |
| Entertainment Weekly | 40 найкращих альбомів 2015 року     | 17    | [ 127 ] |
| Entertainment Weekly | 10 найкращих поп-альбомів 2015 року | 7     | [ 128 ] |
| Fuse                 | 20 найкращих альбомів 2015 року     | 15    | [ 129 ] |
| Rolling Stone        | 20 найкращих поп-альбомів 2015 року | 11    | [ 130 ] |
| Spin                 | 25 найкращих поп-альбомів 2015 року | 15    | [ 126 ] |

## Комерційна успішність
У Сполучених Штатах змагання між Бібером та One Direction почалися, коли британський бой-бенд оголосив про дату випуску Made in the A.M., який став їхнім останнім альбомом до їхньої творчої перерви від березні 2016 року. Багато хто порівнював це з «війною» за першість між двома поп-силами 50 Cent і Каньє Вестом у 2007 році. Тим не менш, Бібераовий Purpose дебютував на вершині чарту Billboard 200 19 листопада 2015 року, здобувши 649.000 альбомно-еквівалентних одиниць, з яких 522.000 склали традиційні продажі альбому. Він став шостим альбомом Бібера, що очолив американський чарт та альбомом Бібера, який мав найвищі продажі за перший тиждень після релізу. Він також перевершив продажі попереднього альбому Бібера Believe, продажі якого сягнули 374.000 одиниць у 2012 році. Крім того, дебют Purpose ознаменований найбільшою кількістю щотижневих оцінок альбому, оскільки чарт Billboard 200 почав відстежувати популярність на основі загальної еквівалентної одиниці, отриманої в 2014 році, і Purpose побив рекорд дебютного тиждень альбому Дрейка If You're Reading This It's Too Late (який отримав 535.000 еквівалентних одиниць у 2015 році). Крім того, продажі Purpose у обсязі 522.000 примірників стали найуспішнішими з часів виходу альбому Тейлор Свіфт 1989, який дебютував з 1,29 мільйонами продажів (2 листопада 2014 року), а також продажі Purpose стали найуспішнішими серед альбомів виконавців-чоловіків з часів виходу альбому Eminem The Marshall Mathers LP 2 з продажами у 792.000 примірників (3 листопада 2013 року). Purpose також побив рекорд серед альбомів у глобальному і американському стрімінгу за перший тиждень після випуску з 205 мільйонами глобальних відтворювань і 77 мільйонами у Сполучених Штатах. За другий тиждень продажів Purpose отримав 290.000 одиниць (менше на 55 %). У традиційному форматі було продано 184.000 примірників альбому (на 65 % менше), а дебют альбому Адель 25 посунув Purpose з вершини, та дебютував на першому місці чарту з рекордними 3,38 мільйонами продажів. У грудні 2015 року продажі альбому сягнули позначки у 1 мільйон примірників у США, ставши п'ятим альбомом Бібера, який було продано понад мільйон разів. Зрештою, альбом став третім бестселеорм серед альбому 2015 року в США, з продажем у 1.269.000 примірників. Станом на грудень 2016 року продажі Purpose у США сягнули 1.816 мільйонів примірників.
Purpose дебютував на другій сходинці чарту Великої Британії UK Albums Chart, з продажами у 90.596 примірників за перший тиждень, що стало другим найвищим показником для першого тижня продажів 2015 року, поступившись лише альбому One Direction Made in the A.M. (2015), який дебютував на вершині чарту того тижня з продажем у 93.189 примірників. Під час другого та третього тижня продажів альбом Бібра залишився в чарті під третім номером. Purpose став п'ятим бестселером у 2015 році у Великій Британії з продажем у 645.000 примірників. Станом на червень 2016 року продажі альбому у Великій Британії сягнули 1.200.000 примірників.

## Список треків
| Purpose – Стандартне видання | Purpose – Стандартне видання            | Purpose – Стандартне видання | Purpose – Стандартне видання            | Purpose – Стандартне видання |
| #                            | Назва                                   | Автор | Продюсер(и)                             | Тривалість                   |
| ---------------------------- | --------------------------------------- | --- | --------------------------------------- | ---------------------------- |
| 1.                           | «Mark My Words»                         | Джастін Бібер Джейсон "Poo Bear" Бойд [en] Джеймс "JHart" Абрагарт [en] Родні "Darkchild" Джеркінс [en] Фредрік Галланд [en] Майкл Такер [en] | Blood                                   | 2:14                         |
| 2.                           | «I'll Show You»                         | Бібер Джош Гудвін Сонні Мур Такер Терон "Neff-U" Фімстер [en]                                                                                 | Skrillex Blood                          | 3:19                         |
| 3.                           | «What Do You Mean?»                     | Бібер Бойд Мейсон "MdL" Леві | MdL Бібер [a]                           | 3:25                         |
| 4.                           | «Sorry»                                 | Бібер Джулія Майклс Джастін Трантер [en] Такер Мур                                                                                            | Blood Skrillex                          | 3:20                         |
| 5.                           | «Love Yourself»                         | Ед Ширан Бенджамін Левін Бібер | Бенні Бланко Саймон Коен                | 3:53                         |
| 6.                           | «Company»                               | Бібер Бойд Абрагарт Андреас Шуллер [en] Томас Трелсен [en] Джеймс «Gladius» Вонг Лерой Клампітт                                               | Axident [en] Gladius Big Taste Бойд [a] | 3:28                         |
| 7.                           | «No Pressure» (за участі Big Sean)      | Бібер Бойд Робін Вейс ( англ. Robin Weisse ) Домінік Джордан [en] Джиммі Джаннос [en] Шон Андерсон                                            | The Audibles [en] Бойд                  | 4:46                         |
| 8.                           | «No Sense» (за участі Тревіса Скотта)   | Бібер Бойд Кеннет Кобі [en] Жак Вебстер Майк Дін                                                                                              | Soundz [en] Дін [a]                     | 4:35                         |
| 9.                           | «The Feeling» (за участі Голзі)         | Бібер Майклс Кларенс Коффі-молодший [en] Сара Гадсон [en] Мур Іан Кіркпатрік [en]                                                             | Skrillex Кіркпатрік                     | 4:04                         |
| 10.                          | «Life Is Worth Living»                  | Бібер Бойд Марк "The Mogul" Джексон | The Mogul Бібер [a]                     | 3:54                         |
| 11.                          | «Where Are Ü Now» (з Diplo та Skrillex) | Мур Томас Веслі Пентц Бібер Бойд Карл Рубін Брутус Джордан Веа                                                                                | Skrillex Diplo                          | 4:02                         |
| 12.                          | «Children»                              | Бібер Бойд Мур Такер Брендон Грін [en] Ніко Гартікайнен                                                                                       | Skrillex Blood Maejor [en] Гартікайнен  | 3:43                         |
| 13.                          | «Purpose»                               | Бібер Бойд Стівен Філібін Ібен Вас Джеремі Снайдер Скотт "Скутер" Браун [en] Джастін «J» Райт                                                 | Бойд Снайдер [a] Стів Джеймс [en] [a]   | 3:30                         |
| 48:13                        |                                         | |                                         |                              |

| Purpose – Видання попереднього замовлення в iTunes Store (бонусний трек) | Purpose – Видання попереднього замовлення в iTunes Store (бонусний трек) | Purpose – Видання попереднього замовлення в iTunes Store (бонусний трек) | Purpose – Видання попереднього замовлення в iTunes Store (бонусний трек) | Purpose – Видання попереднього замовлення в iTunes Store (бонусний трек) |
| #                                                                        | Назва                                                                    | Автор                                                                    | Продюсер(и)                                                              | Тривалість                                                               |
| ------------------------------------------------------------------------ | ------------------------------------------------------------------------ | ------------------------------------------------------------------------ | ------------------------------------------------------------------------ | ------------------------------------------------------------------------ |
| 14.                                                                      | «What Do You Mean? (Ремікс)» (за участі Аріани Ґранде)                   | Бібер Бойд Леві                                                          | MdL Бібер [a]                                                            | 3:24                                                                     |
| 51:37                                                                    |                                                                          |                                                                          |                                                                          |                                                                          |

| Purpose – Spotify-видання (бонусний трек) | Purpose – Spotify-видання (бонусний трек) | Purpose – Spotify-видання (бонусний трек) | Purpose – Spotify-видання (бонусний трек) | Purpose – Spotify-видання (бонусний трек) |
| #                                         | Назва                                     | Автор                                     | Продюсер(и)                               | Тривалість                                |
| ----------------------------------------- | ----------------------------------------- | ----------------------------------------- | ----------------------------------------- | ----------------------------------------- |
| 14.                                       | «What Do You Mean?» (Акустична версія)    | Бібер Бойд Леві                           | MdL Бібер [a]                             | 3:24                                      |
| 51:37                                     |                                           |                                           |                                           |                                           |

| Purpose – Делюкс-видання (бонусні треки) | Purpose – Делюкс-видання (бонусні треки) | Purpose – Делюкс-видання (бонусні треки)                                                                   | Purpose – Делюкс-видання (бонусні треки) | Purpose – Делюкс-видання (бонусні треки) |
| #                                        | Назва                                    | Автор | Продюсер(и)                              | Тривалість                               |
| ---------------------------------------- | ---------------------------------------- | --- | ---------------------------------------- | ---------------------------------------- |
| 14.                                      | «Been You»                               | Бібер Бойд Джош Абрахам [en] Грін Олівер «Oligee» Гольдштайн Саул Александр «A.C.» «А. С.» Кастілло Васкес | Абрахам Oligee Maejor [a] A.C. [a]       | 3:19                                     |
| 15.                                      | «Get Used to It»                         | Бібер Бойд Грін Абрахам Елі Вайсфельд Гартікайнен Гудвін Васкес                                            | Абрахам Гартікайнен Maejor [a] A.C. [a]  | 3:58                                     |
| 16.                                      | «We Are» (за участі Nas)                 | Бібер Бойд Андре Гарріс [en] Донован «DK The Punisher» Найт Насір Джонс                                    | Гарріс Бойд DK The Punisher [a]          | 3:22                                     |
| 17.                                      | «Trust»                                  | Бібер Бойд Джексон                                                                                         | Джексон DJ Тей Джеймс [a]                | 3:23                                     |
| 18.                                      | «All in It»                              | Бібер Бойд Джексон Леві Гудвін                                                                             | Джексон MdL [a] Гудвін [a]               | 3:51                                     |
| 66:06                                    |                                          | |                                          |                                          |

| Purpose – Walmart-видання (бонусні треки) | Purpose – Walmart-видання (бонусні треки) | Purpose – Walmart-видання (бонусні треки)                    | Purpose – Walmart-видання (бонусні треки) | Purpose – Walmart-видання (бонусні треки) |
| #                                         | Назва                                     | Автор                                                        | Продюсер(и)                               | Тривалість                                |
| ----------------------------------------- | ----------------------------------------- | ------------------------------------------------------------ | ----------------------------------------- | ----------------------------------------- |
| 19.                                       | «Hit the Ground»                          | Бібер Бойд Такер Мур Ендрю Ватт [en] Луїс Белл Браян Лі [en] | Skrillex Ватт [a] Белл [a]                | 3:48                                      |
| 20.                                       | «The Most»                                | Бібер Бойд Рубін Брутус Веа Воллес Джозеф                    | Веа Брутус                                | 3:20                                      |
| 73:14                                     |                                           |                                                              |                                           |                                           |

| Purpose – Японське видання (бонусні треки) | Purpose – Японське видання (бонусні треки) | Purpose – Японське видання (бонусні треки)       | Purpose – Японське видання (бонусні треки) | Purpose – Японське видання (бонусні треки) |
| #                                          | Назва                                      | Автор                                            | Продюсер(и)                                | Тривалість                                 |
| ------------------------------------------ | ------------------------------------------ | ------------------------------------------------ | ------------------------------------------ | ------------------------------------------ |
| 21.                                        | «Home to Mama» (з Коді Сімпсоном)          | Бібер Ватт Гудвін Коді Сімпсон Сем Гук Том Страл | Страл Гудвін [a]                           | 3:23                                       |
| 22.                                        | «What Do You Mean?» (Музичне відео)        | Бібер Бойд Леві                                  | MdL Бібер                                  |                                            |
| 23.                                        | «What Do You Mean?» (Ліричне відео)        | Бібер Бойд Леві                                  | MdL Бібер                                  |                                            |

| Purpose + Super Hits – Обмежене японське видання (Перевидання) | Purpose + Super Hits – Обмежене японське видання (Перевидання) | Purpose + Super Hits – Обмежене японське видання (Перевидання)                                             | Purpose + Super Hits – Обмежене японське видання (Перевидання) | Purpose + Super Hits – Обмежене японське видання (Перевидання) |
| #                                                              | Назва                                                          | Автор | Продюсер(и)                                                    | Тривалість                                                     |
| -------------------------------------------------------------- | -------------------------------------------------------------- | --- | -------------------------------------------------------------- | -------------------------------------------------------------- |
| 21.                                                            | «Home to Mama» (з Коді Сімпсоном)                              | Бібер Ватт Гудвін Коді Сімпсон Сем Гук Том Страл                                                           | Страл Гудвін [a]                                               | 3:23                                                           |
| 22.                                                            | «Let Me Love You» (з DJ Snake)                                 | Вільям Грігасін Бібер Ватт Алі Тампосі [en] Браян Лі [en] Луїс Белл                                        | DJ Snake Ватт Белл                                             | 3:25                                                           |
| 23.                                                            | «Deja Vu» (з Post Malone)                                      | Остін Пост Бібер Адам Фіні [en] Андерсон Ернандес [en] Меттью Таварес Джуліан Свірськи Белл Каан Гунесберк | Фіні Ернандес                                                  | 3:54                                                           |
| 24.                                                            | «What Do You Mean?» (Акустична версія)                         | Бібер Бойд Леві                                                                                            | MdL Бібер                                                      | 3:24                                                           |

Примітки
- ↑  означає співпродюсер
- «Get Used to It» було неправильно позначено як «Get Used to Me» на ранніх примірниках CD-дисків.[150]

## Автори
Адаптовано з AllMusic.
- Корей Аарон — зведення
- Енріке Андраде — інженер, зведення, асистент зведення
- Челсі Евері — консультант з питань артистів і репертуару[en]
- Axident — продюсер
- Дженніфер Біл — створення упаковки
- Філіп Бодро — труба
- Джастін Бібер — виконавчий продюсер, провідний вокал, продюсер
- Big Sean — запрошений артист
- Бенні Бланко — інструментарій, продюсер, programming
- Blood — продюсер
- Джейсон Бойд — консультант з питань артистів і репертуару, продюсер
- Скотт «Скутер» Браун — консультант з питань артистів і репертуару, виконавчий продюсер, продюсер
- Ліса Д. Брансон — консультант з питань артистів і репертуару
- Кріс Буркард — фотограф
- Меддокс Чхім — асистент зведення[en]
- Лірой Клампітт — бас
- Саймон Коен — інженер
- Джош Конноллі — інженер
- Том Койн — освоєння
- Майк Дін — продюсер
- Diplo — запрошений артист, зведення, продюсер
- Терон Фемстер — фортепіано
- Кріс Галланд — асистент зведення
- Джиммі Джаннос — клавішні
- Марк «Exit» Гудчілд — інженер
- Джош Гудвін — консультант з питань артистів і репертуару, інженер, зведення, продюсер, вокальний інженер
- Голзі — запрошений артист
- Брендон Гардінг — асистент зведення
- Ніко Гартікайнен — продюсер
- Сейф «Mageef» Гуссейн — координація виробництва
- Марк «the Mogul» Джексон — фортепіано, продюсер
- Самуель Жаке — інженер
- Стів Джеймс — продюсер
- Джейсі Джошуа — зведення
- Домінік Джордан[en] — ударні
- Терес Джозеф — консультант з питань артистів і репертуару
- Раян Каул — асистент зведення
- Ян Кіркпатрик — продюсер
- Ендрю Луфтман — координація виробництва
- Манні Маррокін — зведення
- Ренді Меррілл — освоєння
- Джулія Майклс — бек-вокал
- Зік Мішанек — зведення, асистент зведення
- Кріс "Tek" О'Раян[en] — інженер, вокальний інженер
- Тедді Фото — бек-вокал
- Джиммі Паверс — гітара
- Енді Проктор — створення упаковки
- Йоганнес Раасіна — інженер
- Ашер Реймонд IV — виконавчий продюсер
- Девід Родрігес — зведення
- Грегг Ромініцьки — інженер
- Джон Шактер — зведення
- Барт Шудель — інженер
- Андреас Шуллер — перкусія
- Айке Шульц — асистент зведення
- Кріс Склафані — інженер
- Тревіс Скотт — запрошений артист
- Джессіка Северн — графічний дизайн упаковки
- Купер Себастьян — графічний дизайн цифрового релізу
- Саша Сірота — бас
- Skrillex — консультант з питань артистів і репертуару, запрошений артист, зведення, продюсер
- Джеремі Снайдер — продюсер
- Деррік Стоквел — асистент зведення
- Big Taste — продюсер
- Тревон Траппер — бек-вокал
- Ділан Віліям — вокальний інженер
- Джеймс Вонг — гітара
- Ендрю Веппер — зведення

## Чарти
| Чарт (2015–16)                                                   | Найвища позиція |
| ---------------------------------------------------------------- | --------------- |
| Австралія Australian Albums (ARIA)                               | 1               |
| Австрія Austrian Albums (Ö3 Austria)                             | 3               |
| Бельгія Belgian Albums (Ultratop Flanders)                       | 2               |
| Бельгія Belgian Albums (Ultratop Wallonia)                       | 6               |
| Бразилія Brazilian Albums (ABPD)                                 | 1               |
| Канада Canadian Albums (Billboard)                               | 1               |
| Хорватія Croatian Combined Albums (HDU)                          | 4               |
| Чехія Czech Albums (ČNS IFPI)                                    | 5               |
| Данія Danish Albums (Hitlisten)                                  | 1               |
| Нідерланди Dutch Albums (MegaCharts)                             | 1               |
| Фінляндія Finnish Albums (Suomen virallinen lista)               | 4               |
| Франція French Albums (SNEP)                                     | 8               |
| Німеччина German Albums (Media Control)                          | 3               |
| Греція Greek Albums (IFPI Greece)                                | 5               |
| Угорщина Hungarian Albums (MAHASZ)                               | 10              |
| Ірландія Irish Albums (IRMA)                                     | 1               |
| Італія Italian Albums (FIMI)                                     | 2               |
| Японія Japanese Albums (Oricon)                                  | 7               |
| Південна Корея Korean International Albums (GAON) Делюкс-видання | 5               |
| Мексика Mexican Albums (AMPROFON)                                | 2               |
| Нова Зеландія New Zealand Albums (Recorded Music NZ)             | 1               |
| Норвегія Norwegian Albums (VG-lista)                             | 1               |
| Польща Polish Albums (ZPAV)                                      | 4               |
| Португалія Portuguese Albums (AFP)                               | 2               |
| Шотландія Scottish Albums (OCC)                                  | 2               |
| South African Albums (RISA)                                      | 4               |
| Іспанія Spanish Albums (PROMUSICAE)                              | 2               |
| Швеція Swedish Albums (Sverigetopplistan)                        | 1               |
| Швейцарія Swiss Albums (Schweizer Hitparade)                     | 1               |
| Велика Британія UK Albums (OCC)                                  | 2               |
| США Billboard 200                                                | 1               |

| Чарт (2015)                                | Найвища позиція |
| ------------------------------------------ | --------------- |
| Аргентина Argentine Monthly Albums (CAPIF) | 3               |

| Чарт (2015)                                          | Позиція |
| ---------------------------------------------------- | ------- |
| Австралія Australian Albums (ARIA)                   | 4       |
| Австрія Austrian Albums (Ö3 Austria)                 | 42      |
| Бельгія Belgian Albums (Ultratop Flanders)           | 29      |
| Бельгія Belgian Albums (Ultratop Wallonia)           | 78      |
| Бразилія Brazilian Albums (ABPD)                     | 11      |
| Хорватія Croatian Foreign Albums (HDU)               | 47      |
| Данія Danish Albums (Hitlisten)                      | 7       |
| Нідерланди Dutch Albums (MegaCharts)                 | 4       |
| Угорщина Hungarian Albums (MAHASZ)                   | 93      |
| Ірландія Irish Albums (IRMA)                         | 4       |
| Італія Italian Albums (FIMI)                         | 36      |
| Мексика Mexican Albums (AMPROFON)                    | 7       |
| Нова Зеландія New Zealand Albums (Recorded Music NZ) | 8       |
| Швеція Swedish Albums (Sverigetopplistan)            | 4       |
| Швейцарія Swiss Albums (Schweizer Hitparade)         | 47      |
| Велика Британія UK Albums (OCC)                      | 5       |

| Чарт (2016)                                  | Позиція |
| -------------------------------------------- | ------- |
| Австралія Australian Albums (ARIA)           | 9       |
| Австрія Austrian Albums (Ö3 Austria)         | 55      |
| Бельгія Belgian Albums (Ultratop Flanders)   | 20      |
| Бельгія Belgian Albums (Ultratop Wallonia)   | 63      |
| Канада Canadian Albums (Billboard)           | 2       |
| Данія Danish Albums (Hitlisten)              | 1       |
| Нідерланди Dutch Albums (MegaCharts)         | 2       |
| Франція French Albums (SNEP)                 | 38      |
| Німеччина German Albums (Offizielle Top 100) | 41      |
| Італія Italian Albums (FIMI)                 | 46      |
| Мексика Mexican Albums (AMPROFON)            | 18      |
| Нова Зеландія New Zealand Albums (RMNZ)      | 2       |
| Польща Polish Albums (ZPAV)                  | 63      |
| Швеція Swedish Albums (Sverigetopplistan)    | 1       |
| Швейцарія Swiss Albums (Schweizer Hitparade) | 26      |
| Велика Британія UK Albums (OCC)              | 4       |
| США Billboard 200                            | 3       |

## Сертифікації
| Регіон                                                                                          | Сертифікація                   | Продажі   |
| ----------------------------------------------------------------------------------------------- | ------------------------------ | --------- |
| Австралія (ARIA)                                                                                | 3× Платиновий                  | 210 000^  |
| Австрія (IFPI Austria)                                                                          | 2× Платиновий                  | 30,000*   |
| Бельгія (BEA)                                                                                   | Золотий                        | 15,000*   |
| Канада (Music Canada)                                                                           | 4× Платиновий                  | 320 000^  |
| Данія (IFPI Denmark)                                                                            | 6× Платиновий                  | 120,000^  |
| Німеччина (BVMI)                                                                                | Золотий                        | 100,000   |
| Угорщина (Mahasz)                                                                               | Золотий                        | 3,000^    |
| Італія (FIMI)                                                                                   | Платиновий                     | 50 000*   |
| Мексика (AMPROFON)                                                                              | Діамантовий+Платиновий+Золотий | 390,000^  |
| Нова Зеландія (RIANZ)                                                                           | 2× Платиновий                  | 30 000^   |
| Польща (ZPAV)                                                                                   | 3× Платиновий                  | 60,000    |
| Португалія (AFP)                                                                                | Платиновий                     | 7000      |
| Іспанія (PROMUSICAE)                                                                            | Платиновий                     | 40 000    |
| Швеція (IFPI Sweden)                                                                            | 3× Платиновий                  | 120 000   |
| Велика Британія (BPI)                                                                           | 3× Платиновий                  | 1,200,000 |
| США (RIAA)                                                                                      | 3× Платиновий                  | 1,812,000 |
| *продажі, що базуються лише на сертифікаціях ^відвантаження, що базуються лише на сертифікаціях |                                |           |

## Історія випуску
| Країна          | Дата              | Видання           | Формат                     | Лейбл        | Примітки                                |
| --------------- | ----------------- | ----------------- | -------------------------- | ------------ | --------------------------------------- |
| Канада          | 13 листопада 2015 | Стандартне        | CD                         | Universal    | [ 233 ]                                 |
| Японія          | 13 листопада 2015 | Стандартне делюкс | CD CD+ DVD                 | Universal    | [ 234 ]                                 |
| США             | 13 листопада 2015 | Стандартне делюкс | CD цифрове завантаження LP | RBMG Def Jam | [ 235 ] [ 236 ] [ 237 ] [ 238 ] [ 239 ] |
| Канада          | 27 листопада 2015 | Стандартне        | LP                         | Universal    | [ 240 ]                                 |
| Велика Британія | 14 жовтня 2016    | Стандартне        | Касета                     | Virgin EMI   | [ 241 ]                                 |

## Виноски
1. Зображення [2][3][4] альтернативної обкладинки, як повідомляється, було створене командою Бібера для кількох мусульманських країн на Близькому Сходу, а також для Індонезії, ухваливши рішення через те що Бібер на фото зображений без сорочки і на його тілі тату у вигляді хреста може бути розцінено як пропаганду християнство.[5]
2. ↑  Зображення [6][7][8] альтернативної обкладинки, як повідомляється, було створене командою Бібера для кількох мусульманських країн на Близькому Сходу, а також для Індонезії, ухваливши рішення через те що Бібер на фото зображений без сорочки і на його тілі тату у вигляді хреста може бути розцінено як пропаганду християнство.[9]